# Єрпен
Єрпен (швед. Järpen) — містечко (tätort, міське поселення) у центральній Швеції в лені  Ємтланд. Адміністративний центр комуни  Оре.

## Географія
Містечко знаходиться у східній частині лена  Ємтланд за 500 км на північ від Стокгольма.

## Історія
У Єрпені розміщені руїни редуту Єрпе Сканс. Це була оборонна споруда як за каролінзьких часів, так і раніше.

## Населення
Населення становить 1 921 мешканців (2018).

## Спорт
Місцевий спортивний клуб Єрпенс ІФ має футбольні та хокейні команди. 
У містечку також функціонує клуб з бігових лиж Єрпенс СК. 
Відомі лижники Томас Вассберг, Анна Карін Зідек, Ян Оттоссон і Торгні Могрен відвідували тут гімназію, яку тоді називали Раклефською гімназією. Хокеїсти Генрік Лундквіст та його брат Йоель починали свою спортивну біографію в місцевому клубі Єрпенс ІФ.

## Галерея

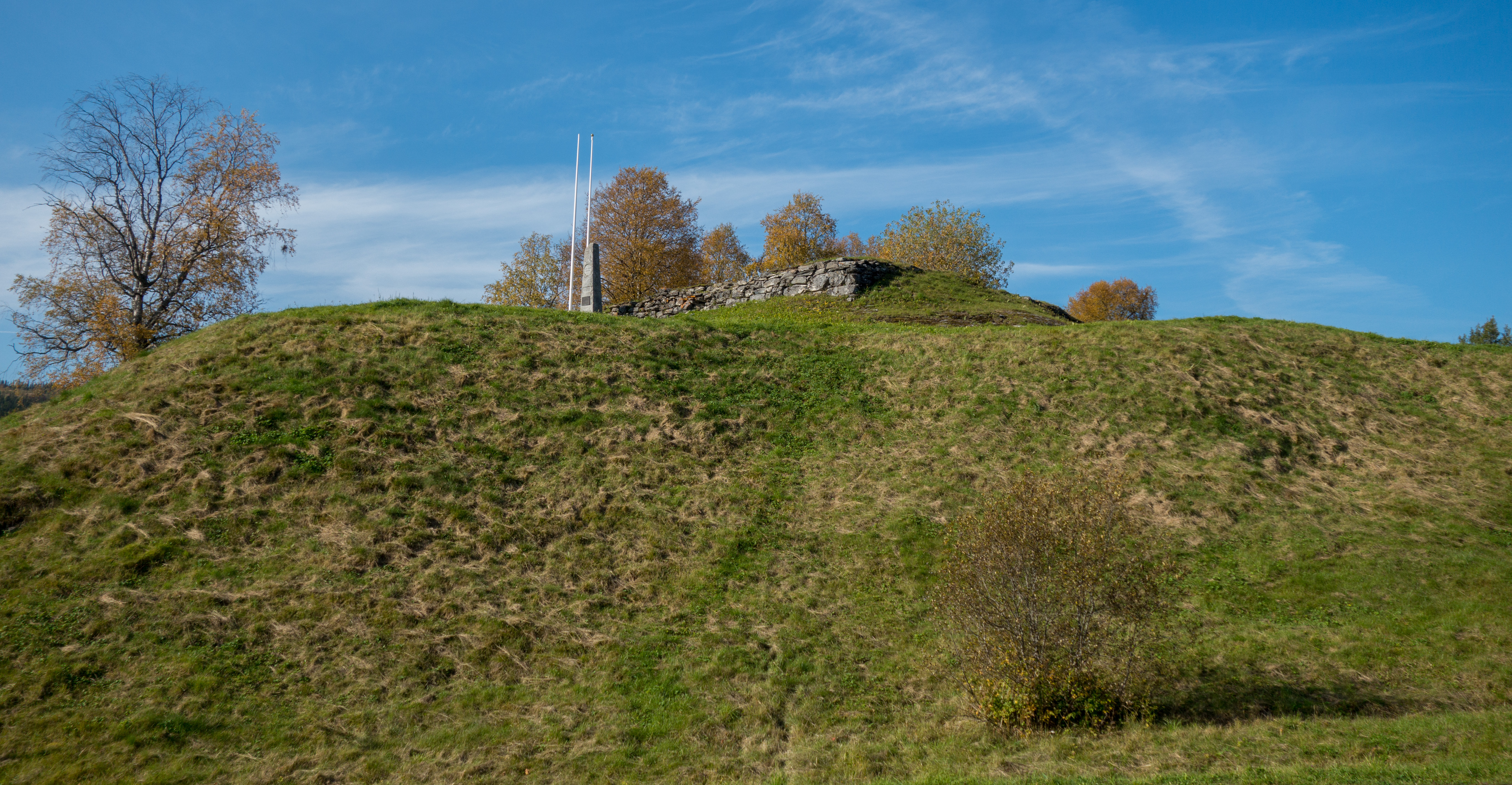
Оборонний редут
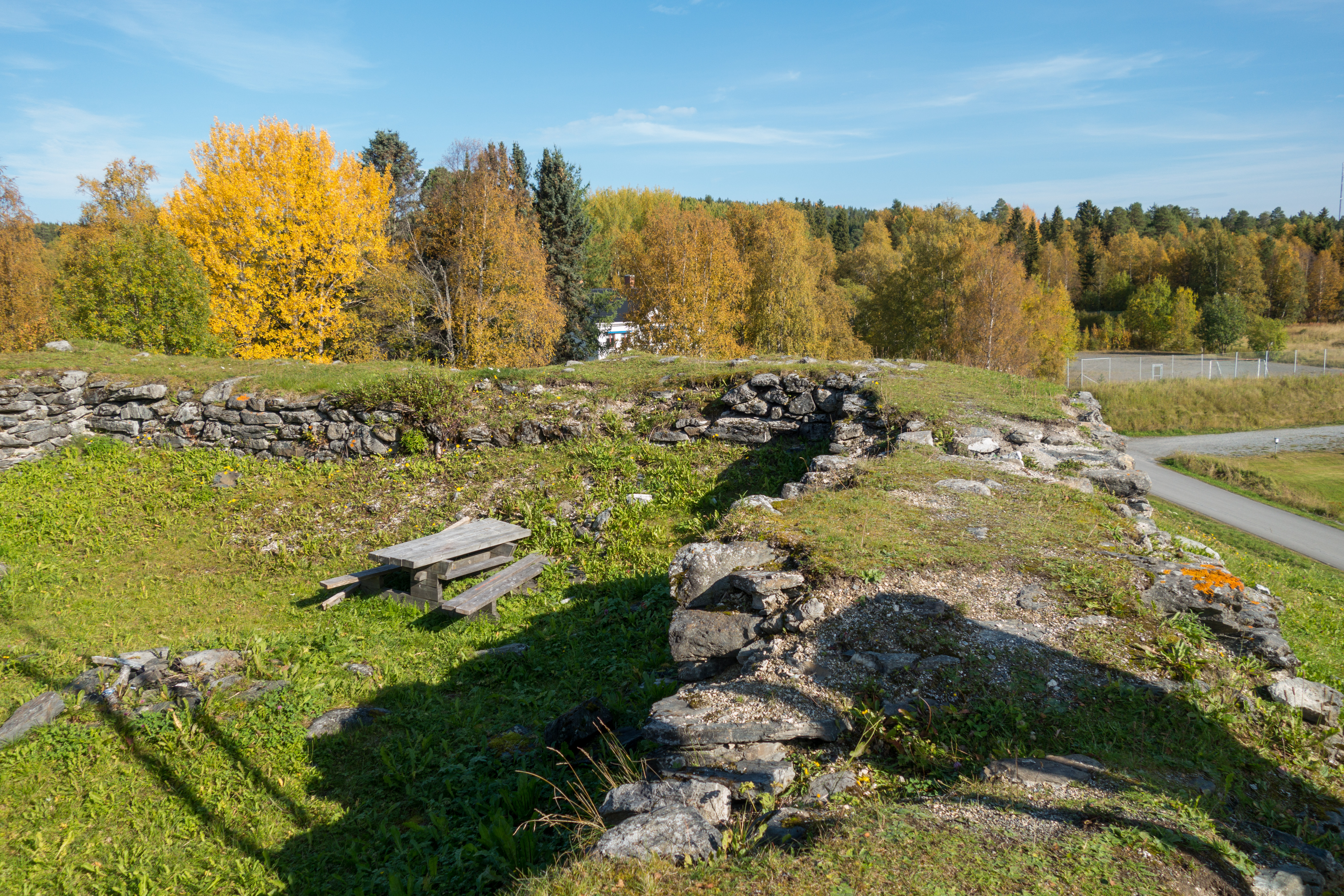
Оборонний редут
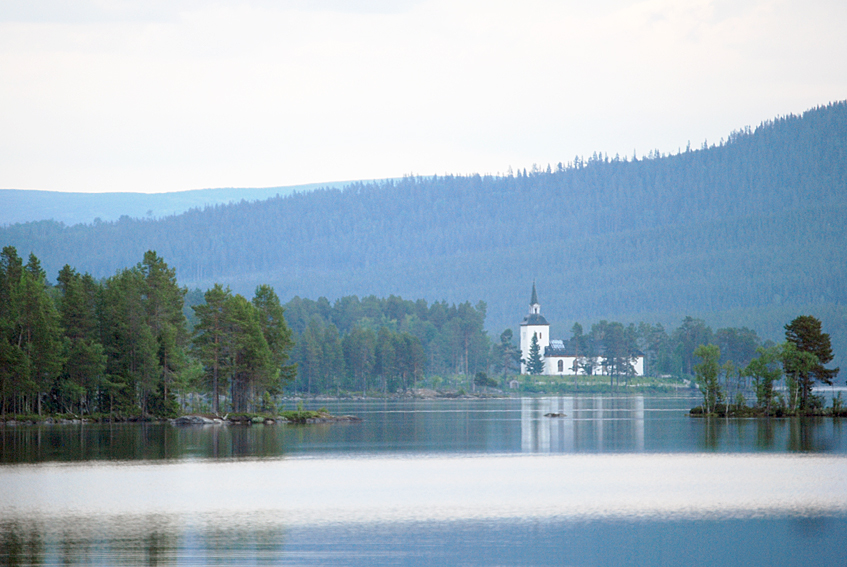
Церква
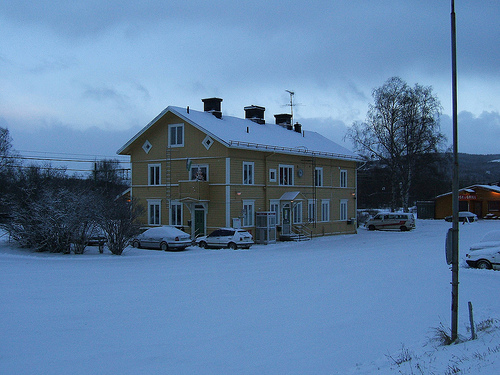
Залізнична станція

## Покликання
- Сайт комуни Єрпен [Архівовано 7 березня 2021 у Wayback Machine.]